# Кононов, Василий Иванович (государственный деятель)
Василий Иванович Кононов (1912—?) — советский государственный деятель.

## Биография
Родился 12 декабря 1912 года в селе Чыамайыкы Чыамайыкинском наслеге Мегино-Кангаласского улуса Якутской области.
По окончании семи классов школы, Василий поступил в финансово-экономический техникум, а после него поехал учиться в Ленинградский финансово-экономический институт (ныне Санкт-Петербургский государственный экономический университет). После окончания вуза, в 1940 году, начал свою трудовую деятельность в родном финансово-экономическом техникуме. Вскоре способного молодого специалиста назначили заместителем начальника бюджетного отдела Наркома.
В 1947—1959 годах В. И. Кононов работал министром финансов Якутской АССР, в 1959—1967 годах был заместителем председателя Совета министров ЯАССР. С 1967 года и до выхода на пенсию в 1978 году он работал министром социального развития Якутской АССР.
Заниаясь общественной деятельностью, являлся депутатом III, IV, V, VI и VII съездов Верховного Совета Якутской АССР.

## Заслуги
- Был награждён орденом Трудового Красного Знамени, тремя орденами «Знак Почёта» и медалями, в числе которых «За доблестный труд в Великой Отечественной войне 1941—1945 гг.» и «За трудовое отличие»[2].
- В 1945 году удостоен знака Наркома финансов СССР «Отличник финансовой работы», в 1972 году — звания «Заслуженный работник народного хозяйства Якутской АССР»[2].

## Память
- В родном селе Чыамайыкы имеется улица имени Василия Кононова[2].
- Имя Василия Ивановича Кононова носит Капитоновский дом-интернат[3]. На территории дома-интерната ему установлен памятник-бюст[4].